# خواكين هيريرا
خواكين هيريرا (بالإسبانية: Joaquín Herrera) هو جندي فنزويلي، ولد في 1784، وتوفي في 1868 في كاراكاس في فنزويلا.